# سايوز إم إس 19
سويوز إم إس 19 هي رحلة فضائية على متن مركبة سويوز انطلقت 5 أكتوبر 2021. ستكون سويوز إم إس 19 الرحلة رقم 147 لمركبة سويوز الفضائية المأهولة. سيشمل طاقم الرحلة قائد روسي والمخرج الروسي كليم شيبينكو والممثلة الروسية يوليا بيريسيلد. قضي شيبينكو وبيريسيلد نحو أسبوع على متن محطة الفضاء الدولية بهدف تصوير فيلم في الفضاء، يُسمى فيزوف (التحدي) قبل العودة إلى الأرض على متن مركبة سويوز إم إس 18. ستطلق المهمة ثلاثة أفراد من طاقم بعثتي 65 و66 بدون رائد فضاء أمريكي، كان هذا الإطلاق أول مهمة منذ أكثر من 21 عامًا (منذ سويوز تي إم 30 في عام 2000) تشمل طاقم مكون من رواد فضاء ومسافرين روس فقط، وكان من الضروري ترقية المركبة لتشمل طيار واحد فقط.

## نظرة عامة
في 14 مايو 2021، وافقت اللجنة المشتركة بين الوكالات على تشكيل الأطقم الرئيسية والبديلة لرحلات محطة الفضاء الدولية للفترة بين عامي 2021 و2023. سيسافر رائد الفضاء أنطون شكابليروف (القائد) وطاقم فيلم «التحدي»، الممثلة يوليا بيريسيلد والمخرج كليم شيبينكو، إلى محطة الفضاء الدولية على متن سويوز إم إس 19. الفيلم هو مشروع مشترك بين وكالة الفضاء الاتحادية الروسية (روسكوزموس) والقناة الروسية الأولى واستديو يالو بلاك آند وايت. المسافرون البدلاء الذين تم اختيارهم بعد اجتياز اختبارات اللجنة الطبية هم: الممثلة أليونا موردوفينا، والمخرج أليكسي دودين والقائد أوليغ أرتيمييف. منذ 24 مايو، تدرب أفراد الطاقم في مركز يوري غاغارين لتدريب رواد الفضاء. في 23 يوليو، شارك أعضاء الطاقم الرئيسي في محاكاة استمرت لأربع ساعات داخل نسخة طبق الأصل من سويوز بينما كانوا يرتدون بدلة سوكول. في 28 يوليو، أكمل الطاقم البديل نفس التمرين. وفقًا للقائد، أوليغ أرتيمييف، كان أداء المشاركين الاحتياطيين رائعًا. في 30 يوليو، بدأ التحضير المسبق لانطلاق المركبة الفضائية. في 31 أغسطس، أعلنت اللجنة الطبية أن أعضاء الطاقم الرئيسي والاحتياطي يتمتعون بصحة جيدة للرحلات الفضائية.
من المقرر أن يعود المخرج والممثلة إلى الأرض في 17 أكتوبر 2021 على متن سويوز إم إس 18، مع القائد أوليغ نوفيتسكي. سينضم رائدا الفضاء بيوتر دوبروف ومارك فاندي هاي، اللذان وصلا إلى محطة الفضاء الدولية على متن سويوز إم إس 18، إلى شكابليروف للهبوط على الأرض باستخدام سويوز إم إس 19. من المقرر أن تهبط سويوز إم إس 19 في 28 مارس 2022.

### ردود الفعل
وفقًا لديمتري روجوزين، رئيس روسكوزموس، يمثل الفيلم «تجربةً لمعرفة ما إذا كان بإمكان روسكوزموس تحضير شخصين عاديين لمهمة فضائية خلال 3 أو 4 أشهر تقريبًا». لكن الفيلم لاقى معارضةً من الأوساط العلمية والفضائية، نتيجة استبدال رواد الفضاء المدربين بأناس عاديين، ما يمثل إهدارًا للأموال العامة، واعتُبر استخدام موارد محطة الفضاء الدولية لأغراض غير علمية أمرًا غير قانوني. خسر سيرجي كريكاليف، مدير برامج المهمات المأهولة في روسكوزموس، منصبه بسبب معارضته للمشروع، لكنه استرد منصبه بعد أيام قليلة بعد احتجاج رواد الفضاء العاملين والمتقاعدين.

## الفيلم
سيتعين على كليم شيبينكو تصوير فيلم تتراوح مدته بين 35 و40 دقيقة على متن محطة الفضاء الدولية، بالإضافة إلى القيام بدور المخرج والمشغل والمدير الفني وفنان الماكياج. سيظهر أوليج نوفيتسكي وبيتر دوبروف في الفيلم، بمساعدة دوبروف ومارك فاندي هي في عملية الإنتاج.

## توسيع القسم المداري الروسي
وفقًا لبيان رحلة محطة الفضاء الدولية الذي صاغته روسكوزموس في خريف عام 2020، من المقرر إطلاق وحدة بريشال في 24 نوفمبر 2021، لتلتحم بمنفذ نوكا بعد يومين من الإطلاق. ستصبح وحدة بريشال الإضافة الثانية للقسم المداري الروسي (آر أوه إس) في عام 2021. زُود أحد منافذ بريشال بمنفذ إرساء هجين نشط، الذي يتيح الالتحام بوحدة نوكا. المنافذ الخمسة المتبقية هي منافذ هجينة غير نشطة تسمح بالتحام مركبتي سويوز وبروغريس، بالإضافة إلى وحدات أثقل ومركبات فضائية مستقبلية ذات أنظمة التحام مُعدلة.
من المقرر أجراء نشاط خارج المركبة بعد وصول وحدة بريشال إلى المحطة، وهناك خطط لإجراء نشاط ثانٍ (من قِبل رائد الفضاء أنطون شكابلروف) في أوائل الربع الأخير من عام 2021. سيتم إجراء ست أنشطة أخرى خلال عام 2022 لإكمال دمج وحدتي نوكا وبريشال في القسم المداري الروسي.